# Edmund Kampián
Svatý Edmund Kampián nebo správněji Edmund Campion (25. ledna 1540 Londýn – 1. prosince 1581 Tyburn), S. J., byl anglický teolog a katolický duchovní doby renesance, příslušník řádu jezuitů, který byl pro své názory a ilegální misijní činnost popraven. V římskokatolické církvi je uctíván jako světec a mučedník.

## Život
Edmund se narodil roku 1540 v rodině vzdělaného knihkupce anglikánského vyznání v Londýně. Již v dětství projevoval mimořádně vysokou inteligenci.
Roku 1555 byl představen katolické královně Marii Tudorovně. Setkání s panovnicí na chlapce silně zapůsobilo a podle některých údajů snad předznamenalo jeho pozdější konverzi ke katolicismu.
Roku 1557 Edmund získal stipendium a nastoupil na studium ve St. John's College v Oxfordu. Roku 1560 získal bakalářský titul a roku 1564 byl promován magistrem filozofie. Při této příležitosti odpřisáhl věrnost královně Alžbětě a anglikánské církvi, brzy nato se stal v rámci této církve diákonem. Po ukončení studia filozofie, teologie a historie působil dále na oxfordské univerzitě jako přednášející.
Pro své intelektuální a organizační schopnosti a skvělé společenské vystupování se mu podařilo prosadit u královského dvora. Stal se oblíbencem lordů Williama Cecila a zejména vlivného Roberta Dudleye, důvěrného přítele královny Alžběty, jenž se měl stát i jejím manželem.
Po roce 1565 začal Edmund tíhnout ke katolicismu, údajně pod vlivem četby děl církevních otců a neshod s protestantskými teology při jejich interpretaci. Roku 1569 Edmund před svědky vypověděl přísahu věrnosti královně a anglikánské církvi, načež odjel do Irska, kam jej pozval sir Richard Stainhursts. Zde začal být politicky činný a v irském parlamentu v Dublinu vystoupil s několika plamennými projevy na podporu katolíků. Edmund nastoupil na dublinskou univerzitu a začal psát dějiny Irska, které však nedokončil. Jako významný představitel veřejného života v Irsku a odpůrce persekuce katolíků proti sobě poštval řadu vlivných osobností z řad anglické i irské šlechty a protestantských duchovních. Začátkem roku 1571 proto z Dublinu odjel do Nizozemí.
V letech 1571-1573 studoval katolickou teologii na anglické koleji v Douai v tehdejším Španělském Nizozemí (v současnosti na území Francie). Zde definitivně konvertoval ke katolicismu. Pěšky odešel do Říma, kde roku 1573 vstoupil do řádu jezuitů. Do řádu jej osobně přijal Mercurianus, čtvrtý generál jezuitů. Noviciát v letech 1573–1574 Edmund strávil v Českých zemích. Nejprve studoval na jezuitské koleji v Brně, odkud byl v rámci peregrinace (= povinného přecházení členů řádu z jednoho domu do druhého) roku 1574 přeložen do Prahy a jmenován profesorem. Šest let vyučoval v pražském Klementinu rétoriku a filosofii. Pro výuku se naučil přednášet nejen latinsky, ale i česky. V Praze byl vysvěcen na kněze pražským arcibiskupem Antonínem Brusem z Mohelnice a 8. září 1578 sloužil svou první mši v univerzitním kostele sv. Salvátora. Při pražské jezuitské koleji také založil první českou mariánskou družinu, napsal a provozoval dvě dramatická díla (o sv. Václavu a o králi Saulovi), veřejně je pod jeho vedením uvedli studenti jezuitského gymnasia. Odtud odešel roku 1580 do Vídně. Posléze byl pověřen misionářskou prací v Anglii.

## Anglické misie, mučednictví a smrt
Roku 1580 byl Edmund vyslán na misie zpět do Anglie. Cestou se zastavil v Miláně, kde jej přijal arcibiskup Karel Boromejský, jenž byl jedním z Edmundových vzorů. Doba pro návrat nebyla zvolena příliš šťastně, neboť v Anglii právě vrcholila persekuce katolíků. Edmund v Anglii působil jako ilegální katolický kněz, tajně sloužil mše a udílel svátosti, činnost doplňoval kázáním v rodinách. Pomáhal také organizovat tajná setkání katolíků. Věnoval se rovněž literární činnosti, psal letáky a knížky, v nichž polemizoval s reformací. Ve své nejznámější knize Decem rationes (Deset důvodů) sepsal latinsky v deseti kapitolách obhajobu katolictví proti anglikanismu. Náklad knížky 400 000 výtisků byl brzy rozebrán, přestože byla vydána ilegálně.
V roce 1581 se prozradilo místo Edmundova úkrytu a kněz byl uvězněn v londýnském Toweru. Zde byl vyslýchán za použití mučení (byl dvakrát mučen na skřipci). Lord Dudley neměl v úmyslu Edmunda odsoudit k smrti, nabízel mu nejen milost, ale i finanční úplatky výměnou za ukončení misijní činnosti a odchod z Anglie. Rovněž představitelé anglikánské církve se prý pokoušeli získat Edmunda na svou stranu. Edmund však tyto nabídky odmítl. Následně byl ve zinscenovaném procesu odsouzen k trestu smrti, mimo jiné i za špionáž. Jeho poprava pod šibenicí v Tyburnu přilákala velké množství diváků. Edmund měl být rozčtvrcen zaživa, kat ho však nejprve oběsil a teprve pak bylo jeho tělo rozčtvrceno.
Roku 1886 jej papež Lev XIII. blahořečil.
Roku 1970 jej papež sv. Pavel VI. svatořečil.
V kanonizačních aktech je zaznamenáno, jak mnozí lidé, kteří přihlíželi Edmundově popravě, později přestoupili na katolickou víru.

## Dílo
Napsal několik spisů nábožensko-politických, nábožensko-apologetických, historických a dramatických. Psal latinsky nebo anglicky.
- Two books of the histories of Ireland (Dvě knihy o dějinách Irska), 1571
- Oratio de Sancto Wenceslao martyre, Praha 1576
- Tragoedia de Saule rege, (tragédie o starozákonním králi Saulovi), drama, Praha 1577
- Dějiny Anglie, Skotska a Irska, The Chronicles of Englande, Scottlande, Irlande, 1. vydání Londýn 1577.
- Ten Reasons Proposed to His Adversaries for Disputation in the Name of the Faith and Presented to the Illustrious Members of Our Universities, česky Deset důvodů, polemicko-apologetický spis pro učenou disputaci na univerzitách, hájící katolickou nauku proti anglikanismu).